# Indonesiens flag
Indonesiens flag (Sang Saka Merah Putih) består af to lige store, vandrette felter: rødt øverst og hvidt nederst.
Det rød-hvide flag blev taget i brug som Indonesiens nationalflag 17. august 1945, da landet erklærede sig uafhængigt fra Holland efter 2. verdenskrig. 